# 唇形狼蛛
唇形狼蛛（学名：Lycosa labialis）为狼蛛科狼蛛属的动物。在中国大陆，分布于河南等地。该物种的模式产地在河南郑州。